# Einer frißt den anderen
Einer frißt den anderen ist ein deutsch-italienischer Gangsterfilm aus dem Jahre 1963 mit Cameron Mitchell und Jayne Mansfield in den Hauptrollen. Die Romanvorlage stammt von Robert Bloomfield.

## Handlung
Irgendwo an der italienischen Adria: Die Gangster Lylle Corbett, Dolph Kostis und dessen Frau Darlene unterschlagen bei einem Raub Banknoten im Wert von einer Million Dollar, die gerade zum Einstampfen in die USA rückversendet werden sollten. Dabei kommt es zu Toten und Verletzten. Einer der drei, Dolph, will jedoch die Beute nicht teilen und beabsichtigt, Lylle zu ermorden, ohne dass Darlene davon weiß. Die wartet derweil im am Meer gelegenen Hotel Americano auf die beiden. Dolph kehrt allein zurück und sagt ihr, dass sie Lylle vergessen solle: er käme nicht mehr zurück. Kurz zuvor hatte die blonde Sirene Besuch vom Hotelmanager Livio Morelli erhalten, der Darlene darum ersuchte, das Radio auf Zimmerlautstärke herunterzudrehen. Dabei fiel dem Pensionsbetreiber auf, dass eine 1000-Dollar-Note unter dem Bett lag. Morelli schloss messerscharf, dass es sich bei seinen Gästen „Mr. & Mrs. Smithopolis“ um die gesuchten Geldräuber handeln müsse. 
Dolph und Darlene beschließen, sich so schnell wie möglich aus dem Staub zu machen und chartern aus diesem Grund eine Yacht. Sandra Morelli, Livios ebenso hübsche wie unschuldig wirkende, jedoch moralisch zutiefst verkommene Schwester hat sich längst hinten im Boot versteckt, um dort eine Bombe zu platzieren, mit der sie das Räuberpaar in die Luft zu jagen gedenkt, um selbst an das Geld zu kommen. Auch der totgeglaubte Lylle hat sich auf dem Boot versteckt und nimmt, bevor es zum großen Knall kommen kann, alle als Geisel. Lylle steuert das Boot an die Gestade einer abgelegenen Insel. Dort residiert in einem großen Haus die alte Xenia, eine frühere Schauspielerin, die in ihrer Vergangenheit lebt und täglich lange Spaziergänge absolviert. Ihr treuer Diener Jannis kümmert sich um die zum Sterben hierher Gekommene. Wenig später trifft auch Livio, auf der Suche nach seiner Schwester und der Million Dollar, ein. Sein Hotel hat er vorübergehend in die treuen Hände einer alten Freundin, Madame Benoit, gegeben, die sich auch um den wegen des Millionenraubes ermittelnden Polizisten Gino kümmern soll. Dolph, Darlene und Lylle glauben noch immer, dass ihre Tarnung Bestand hat, dabei wissen längst alle Inselbewohner, dass sie das Räubertrio sind. 
Bald machen sich hemmungslose Gier und brutale Skrupellosigkeit breit, und jeder versucht, an das Geld heranzukommen: Einer frisst den anderen, denn ein unbekannter Killer, der sich scheibchenweise zum Dollarvermögen heranmordet, treibt fortan sein Unwesen. Erst stirbt Dolph, erdrosselt mit einer Schlinge aus Stahl. Dann müssen Darlene und Lylle feststellen, dass das von ihnen geraubte Geld verschwunden ist. Lylle vermutet Livio hinter dem Diebstahl und verprügelt ihn heftig. Tatsächlich findet Livio später das Geld, gerät aber ebenfalls in die Fänge des Mörders, der ihn mit Benzin übergießt und auf dem Boot abfackelt. Schließlich trifft es auch Jannis, den der Mörder ein Messer in die Brust rammt. Sandra hat Todesangst, sie möchte nur noch fort von der Insel und verspricht Lylle, dass sie niemandem etwas vom Raubzug der Drei verraten werde. Lylle wird auf der Suche nach dem von Dolph versteckten Vermögen allmählich wahnsinnig. Erst spät findet er heraus, dass das vermeintliche Unschuldslamm Sandra die Killerin ist und das Geld längst in Besitz genommen hat. Er verfolgt sie, Sandra schießt auf ihn und trifft Lylle mehrfach, der ins Meer stürzt und ertrinkt. Im finalen Kampf um den Zaster tötet Darlene Sandra, die aber noch vor ihrem Tod mit letzter Kraft Schüsse auf Darlene abfeuert. Sterbend versinkt diese im Wasser, als Polizist Gino in Begleitung von Madame Benoit übers Meer anrückt.

## Produktionsnotizen
Einer frißt den anderen entstand 1963 an der Adria. Der Film wurde am 26. Juni 1964 in Deutschland erstaufgeführt. In Österreich fand die Premiere am 24. Juli 1964 statt, im koproduzierenden Italien passierte La morte vestita di dollari, auch L'ora di uccidere, am 28. August 1964 die Zensur. Als Dog Eat Dog konnte man den Streifen ab dem 13. Juli 1966 auch in den USA sehen.
Carl Szokoll hatte die Herstellungsleitung, die Bauten entwarf Wolf Witzemann.

## Kritiken
„Unappetitlicher Gangsterfilm. (…) Sadistisch und spekulativ.“

„Unterdurchschnittlicher, unabsichtlich komischer Reißer über Lust, Gier und Verderbtheit. (…) Ein Höhepunkt: Jayne Mansfields ständiges Klagen bezüglich ihres Verlangens nach sauberen Unterhöschen.“

Paimann’s Filmlisten resümierte: „Ein vielleicht brauchbarer Stoff, der zu einem kaum befriedigenden Drehbuch verarbeitet und trotz guter Kräfte mangels entsprechender Führung  … auch weniger kritische Besucher nur mäßig zufriedenstellt.“

„Hemmungslose Geldgier zieht Wahnsinn und Vernichtung nach sich – diese simple Moral untermauert der Film mit zahlreichen überflüssigen Brutalitäten und einem Minimum an Handlung. Schund.“